# Jagsthausen
Jagsthausen település Németországban, azon belül Baden-Württembergben. Lakosainak száma 2088 fő (2023. december 31.).

## Népesség
A település népessége az elmúlt években az alábbi módon változott:
| Lakosok száma | 1454 | 1851 | 1913 | 1880 | 1909 | 1911 | 2088 |
|               | 1975 | 2017 | 2018 | 2019 | 2021 | 2022 | 2023 |